# Polibek (Klimt)
Polibek (německy Der Kuss) je patrně nejznámější obraz Gustava Klimta, vrcholné dílo jeho tzv. zlatého období. Obraz o rozměrech 180 cm × 180 cm dnes visí v galerii Belvedere ve Vídni (Österreichische Galerie Belvedere). Klimt jej namaloval mezi lety 1907 a 1908. Krátce před tím namaloval tři stropní malby na vídeňské univerzitě, které kvůli erotickému námětu vyvolaly skandál, zato Polibek přijala veřejnost i kritika s nadšením.
Jako většina Klimtových děl i Polibek stojí na rozhraní symbolismu a secese.
Zlatou barvu Klimt objevil při návštěvě italské Ravenny, kde ho fascinovaly byzantské mozaiky v bazilice San Vitale a v dalších kostelech ze 6.–7. století. Také ho mohly inspirovat středověké deskové obrazy a knižní iluminace se zlatým pozadím. Spirálovité vzory na šatech ženy na obraze mají snad evokovat pravěké umění.